# 迪诺·祖基
迪诺·祖基（義大利語：Dino Zucchi，1927年12月5日—2011年10月11日），生于巴斯蒂利亚，意大利男子篮球运动员。他曾代表意大利参加1952年夏季奥林匹克运动会篮球比赛，获得第17名。